# Рак молочной железы у мужчин
Рак молочной железы (РМЖ) у мужчин, также рак груди у мужчин, — злокачественная опухоль мужской груди. На долю мужчин приходится менее 1% всех новых случаев рака молочной железы, при этом ежегодно в мире диагностируется около 20 тыс. новых случаев. Показатели заболеваемости у мужчин и женщин составляют соответственно 0,4 и 66,7 на 100 тыс. человеко-лет. За последние несколько десятилетий во всём мире отмечается рост заболеваемости раком молочной железы как у мужчин, так и у женщин. В настоящее время предполагается, что в течение жизни этот рак развивается у одного из каждых 800 мужчин.
Поскольку заболеваемость раком молочной железы у мужчин гораздо ниже, а из крупномасштабных исследований РМЖ мужчины регулярно исключаются, современные знания о раке груди у мужчин гораздо меньше, чем у женщин, и часто основаны на небольших ретроспективных исследованиях, проведённых в одном центре. В связи с этим большинство стратегий оценки и лечения РМЖ были заимствованы из тех, которые применяются при раке женской молочной железы. Однако, по-видимому, РМЖ имеет ряд особенностей, которые требуют применения клинических подходов, отличных от используемых при раке женской молочной железы.

## Факторы риска

### Алкоголь
Популяционные исследования дали неоднозначные результаты относительно чрезмерного потребления алкоголя как фактора риска рака молочной железы.
Исследование «случай —  контроль» 1998 года не выявило связь данного заболевания с количественными показателями распития алкоголя. Проспективное когортное исследование 2008 года, в котором рассматривались небольшие группы алкоголиков, так же не обнаружило доказательств взаимосвязи.
Приводились противоречивые данные о повышенном риске у алкоголиков или пациентов с циррозом печени. Европейское популяционное исследование «случай —  контроль» 2004 года показало, что относительный риск развития РМЖ у мужчин сопоставим с таковым у женщин при потреблении алкоголя менее 60 г в день, а ежесуточное потребление 10 г алкоголя может повышать риск на 16 %.

## История изучения
Первый случай заболевания описан в XIV веке английским хирургом Джоном Ардерном. Упоминания встречаются у F. Arcaens[кого?] (1494—1573), А. Раге[кого?] (1510—1590), а также Томаса Бартолина (1616—1680). Первая монография с детальным описанием клинических проявлений этого заболевания выпущена в 1720 году в Нюрнберге Laurentius Iceister[кем?].